# 山田有策
山田 有策（やまだ ゆうさく、1943年2月7日 - ）は、日本近代文学研究者。東京学芸大学名誉教授。

## 略歴
愛知県生まれ。東京大学国文科卒。同大学院博士課程中退。東京学芸大学助教授、教授、2008年定年退職。2024年、瑞宝中綬章受章。

## 著書
- 幻想の近代 逍遥・美妙・柳浪 おうふう 2001
- 深層の近代 鏡花と一葉 おうふう 2001
- 制度の近代 藤村・鴎外・漱石 おうふう 2003

## 共編著
- 日本の近代文学 編 学術図書出版社 1984
- 女流文学の現在 編 学術図書出版社 1985
- 日本文芸史 表現の流れ 第5－6巻 近代 1－2 畑有三共編 河出書房新社 1990－2005
- 近代文学 1－2 編 学術図書出版社 1990－1991
- 近代日本の詩歌 学術図書出版社 1990
- 『樋口一葉事典』岩見照代、関礼子、北田幸恵共編 おうふう 1996
- 『硯友社文学集（新日本古典文学大系 明治編）』猪狩友一、宇佐美毅共編 岩波書店 2005